# Opérande immédiat
 (mars 2023).
Si vous disposez d'ouvrages ou d'articles de référence ou si vous connaissez des sites web de qualité traitant du thème abordé ici, merci de compléter l'article en donnant les références utiles à sa vérifiabilité et en les liant à la section « Notes et références ».
En informatique, un opérande immédiat est un opérande dont la valeur est contenue dans une instruction-machine.
Une instruction-machine pour une opération arithmétique (par exemple, une addition) contient un ou plusieurs éléments désignant le ou les opérandes sur lesquels doit s'effectuer l'opération.
Ces éléments peuvent être :
- l'adresse en mémoire vive de l'opérande ;
- ou l'opérande lui-même qui est inscrit dans l'instruction.

Lorsque l'opérande est inscrit dans l'instruction, on l'appelle opérande immédiat.